# Liste der Legislativen der Bundesstaaten der Vereinigten Staaten

Parteien auf Legislativebene

Die Liste der Legislativen der Bundesstaaten der Vereinigten Staaten umfasst die Repräsentantenhäuser und Senate in den State Legislatures der Bundesstaaten der Vereinigten Staaten.

## Verteilung
Verteilung der Sitze auf die Parteien (Stand November 2020).
| Partei                                       | Unterhaus      | Oberhaus       | Gesamt         |
| -------------------------------------------- | -------------- | -------------- | -------------- |
| Republikaner (R)                             | 2775 (51,28 %) | 1084 (54,97 %) | 3859 (52,27 %) |
| Demokraten (D)                               | 2581 (47,7 %)  | 874 (44,32 %)  | 3455 (46,8 %)  |
| Unabhängige                                  | 20 (0,37 %)    | 3 (0,15 %)     | 23 (0,31 %)    |
| Vermont Progressive Party                    | 7 (0,13 %)     | 2 (0,1 %)      | 9 (0,12 %)     |
| Independence Party of New York               | 1 (0,02 %)     | 0              | 1 (0,01 %)     |
| Reform Party of the United States of America | 1 (0,02 %)     | 0              | 1 (0,01 %)     |
| Vakant                                       | 26 (0,54 %)    | 9 (0,46 %)     | 35 (0,47 %)    |
| Gesamt                                       | 5411           | 1972           | 7383           |

## Liste
- Vereinigte Staaten
  - Kongress der Vereinigten Staaten
    - Repräsentantenhaus der Vereinigten Staaten
    - Senat der Vereinigten Staaten

Bundesstaaten:
- Alabama
  - Alabama Legislature
    - Repräsentantenhaus von Alabama
    - Senat von Alabama

- Alaska
  - Alaska Legislature
    - Repräsentantenhaus von Alaska
    - Senat von Alaska

- Arizona
  - Arizona Legislature
    - Repräsentantenhaus von Arizona
    - Senat von Arizona

- Arkansas
  - Arkansas General Assembly
    - Repräsentantenhaus von Arkansas
    - Senat von Arkansas

- Colorado
  - Colorado General Assembly
    - Repräsentantenhaus von Colorado
    - Senat von Colorado

- Connecticut
  - Connecticut General Assembly
    - Repräsentantenhaus von Connecticut
    - Senat von Connecticut

- Delaware
  - Delaware General Assembly
    - Repräsentantenhaus von Delaware
    - Senat von Delaware

- Florida
  - Florida Legislature
    - Repräsentantenhaus von Florida
    - Senat von Florida

- Georgia
  - Georgia General Assembly
    - Repräsentantenhaus von Georgia
    - Senat von Georgia

- Hawaii
  - Hawaii State Legislature
    - Repräsentantenhaus von Hawaii
    - Senat von Hawaii

- Idaho
  - Idaho Legislature
    - Repräsentantenhaus von Idaho
    - Senat von Idaho

- Illinois
  - Illinois General Assembly
    - Repräsentantenhaus von Illinois
    - Senat von Illinois

- Indiana
  - Indiana General Assembly
    - Repräsentantenhaus von Indiana
    - Senat von Indiana

- Iowa
  - Iowa General Assembly
    - Repräsentantenhaus von Iowa
    - Senat von Iowa

- Kalifornien
  - California State Legislature
    - California State Assembly
    - Senat von Kalifornien

- Kansas
  - Kansas Legislature
    - Repräsentantenhaus von Kansas
    - Senat von Kansas

- Kentucky
  - Kentucky General Assembly
    - Repräsentantenhaus von Kentucky
    - Senat von Kentucky

- Louisiana
  - Louisiana State Legislature
    - Repräsentantenhaus von Louisiana
    - Senat von Louisiana

- Maine
  - Maine Legislature
    - Repräsentantenhaus von Maine
    - Senat von Maine

- Maryland
  - Maryland General Assembly
    - Abgeordnetenhaus von Maryland
    - Senat von Maryland

- Massachusetts
  - Massachusetts General Court
    - Repräsentantenhaus von Massachusetts
    - Senat von Massachusetts

- Michigan
  - Michigan Legislature
    - Repräsentantenhaus von Michigan
    - Senat von Michigan

- Minnesota
  - Minnesota Legislature
    - Repräsentantenhaus von Minnesota
    - Senat von Minnesota

- Mississippi
  - Mississippi Legislature
    - Repräsentantenhaus von Mississippi
    - Senat von Mississippi

- Missouri
  - Missouri General Assembly
    - Repräsentantenhaus von Missouri
    - Senat von Missouri

- Montana
  - Montana Legislature
    - Repräsentantenhaus von Montana
    - Senat von Montana

- Nebraska
  - Nebraska Legislature

- Nevada
  - Nevada Legislature
    - Nevada Assembly
    - Senat von Nevada

- New Hampshire
  - New Hampshire General Court
    - Repräsentantenhaus von New Hampshire
    - Senat von New Hampshire

- New Jersey
  - New Jersey Legislature
    - New Jersey General Assembly
    - Senat von New Jersey

- New Mexico
  - New Mexico Legislature
    - Repräsentantenhaus von New Mexico
    - Senat von New Mexico

- New York
  - New York State Legislature
    - New York State Assembly
    - Senat von New York

- North Carolina
  - North Carolina General Assembly
    - Repräsentantenhaus von North Carolina
    - Senat von North Carolina

- North Dakota
  - North Dakota Legislative Assembly
    - Repräsentantenhaus von North Dakota
    - Senat von North Dakota

- Ohio
  - Ohio General Assembly
    - Repräsentantenhaus von Ohio
    - Senat von Ohio

- Oklahoma
  - Oklahoma Legislature
    - Repräsentantenhaus von Oklahoma
    - Senat von Oklahoma

- Oregon
  - Oregon Legislative Assembly
    - Repräsentantenhaus von Oregon
    - Senat von Oregon

- Pennsylvania
  - Pennsylvania General Assembly
    - Repräsentantenhaus von Pennsylvania
    - Senat von Pennsylvania

- Rhode Island
  - Rhode Island General Assembly
    - Repräsentantenhaus von Rhode Island
    - Senat von Rhode Island

- South Carolina
  - South Carolina General Assembly
    - Repräsentantenhaus von South Carolina
    - Senat von South Carolina

- South Dakota
  - South Dakota Legislature
    - Repräsentantenhaus von South Dakota
    - Senat von South Dakota

- Tennessee
  - Tennessee General Assembly
    - Repräsentantenhaus von Tennessee
    - Senat von Tennessee

- Texas
  - Texas Legislature
    - Repräsentantenhaus von Texas
    - Senat von Texas

- Utah
  - Utah State Legislature
    - Repräsentantenhaus von Utah
    - Senat von Utah

- Vermont
  - Vermont General Assembly
    - Repräsentantenhaus von Vermont
    - Senat von Vermont

- Virginia
  - Virginia General Assembly
    - Abgeordnetenhaus von Virginia
    - Senat von Virginia

- Washington
  - Washington State Legislature
    - Repräsentantenhaus von Washington
    - Senat von Washington

- West Virginia
  - West Virginia Legislature
    - Abgeordnetenhaus von West Virginia
    - Senat von West Virginia

- Wisconsin
  - Wisconsin Legislature
    - Wisconsin State Assembly
    - Senat von Wisconsin

- Wyoming
  - Wyoming Legislature
    - Repräsentantenhaus von Wyoming
    - Senat von Wyoming

Territorien und Bundesdistrikt:
- Amerikanisch-Samoa
  - American Samoa Fono
    - Repräsentantenhaus von Amerikanisch-Samoa
    - Senat von Amerikanisch-Samoa

- Amerikanische Jungferninseln
  - Legislature of the Virgin Islands

- Guam
  - Legislature of Guam

- Nördliche Marianen
  - Northern Mariana Islands Commonwealth Legislature
    - Repräsentantenhaus der Nördlichen Marianen
    - Senat der Nördlichen Marianen

- Puerto Rico
  - Legislative Assembly of Puerto Rico
    - Repräsentantenhaus von Puerto Rico
    - Senat von Puerto Rico

- Washington, D.C.
  - Council of the District of Columbia